# 幻月のパンドオラ
『幻月のパンドオラ』（げんげつのパンドオラ）は2009年12月25日にQ-Xより発売された18禁のパソコンゲーム（アダルトゲーム）ソフトである。2010年7月30日に集英社スーパーダッシュ文庫より小説版（著者：桃乃蛍、挿絵：亜方逸樹）も発売された。

## 解説
人間の欲望を具現化するゲームを巡るスラップスティック・ラブコメディ作品。
サブヒロインとしてこれまでQ-Xの作品でヒロインを務めてきたキャラクターが登場する。

## あらすじ
ゲーム大好きな相坂文樹は、"電芸部"なる部活に入部した。
さっそく部活動が行われる取り壊し予定の旧校舎へ向かうと、温泉とともに全裸の少女が現れ、ゲーム機を取り出すと、そのケーブルを文樹の胸に結びつけた。
気が付くと、文樹は見知らぬ場所にいた。エレディーユという淫魔が彼の目の前に現れ、人間の欲望のデータを集めてほしいと頼んだ。
元の場所に戻った文樹は自分の携帯ゲーム機が、人間の欲望をゲームにする機能を備えた機械・"パンドオラ"に改造されていることに気付いた。

## 登場人物
相坂 文樹（あいさか ふみき）
主人公。
鬼切 真姫（おにきり まひめ）
声 - 成瀬未亜
温泉からあらわれた謎の美少女。
相坂 詩乃鈴（あいさか しのりん）
声 - 有栖川みや美
文樹の妹。学校ではおとなしくしているが、家では子どもっぽく過ごしている。ゴスバーガーでアルバイトしている。
甘泉 uni（あまいずみ うに）
声 - 牧田優
フィンランド人とのハーフの少女。生徒会長を務めており、男子生徒からの人気は高い。しかし実は電芸部を作り出すほど極度のゲーマーで、ゲームは武道の一種であると明言するほど。
仲吉 千歩子（なかよし ちほこ）
声 - 夢咲朱花
文樹の幼馴染。エチホというあだ名がつけられたほど、エッチな話が大好きで、平気で猥談をすることもある。
久留宮 初露（くるみや ういろ）
声 - 遠野そよぎ
生徒会副会長。
エレディーユ
声 - 野神奈々
淫魔。
トゥナ
声 - ???
蝶のような羽の生えた魔人。時々初露の身体を借りる。エレディーユの計画を妨害してほしいと文樹に持ちかけた。
祝原 菘（いわいはら すずな）
声 - 小倉結衣
湧仁学園に現れる幽霊。
初瀬 みまり（はせ みまり）
声 - 西野みく
『こころナビ』からのゲストキャラクターである、神社の巫女。
オカルトとネットに興味がある。
麻倉 由緒（あさくら ゆお）
声 - 新堂真弓
『たいせつなうた』からのゲストキャラクター。
詩乃鈴のバイト先・ゴスバーガーのマネージャーで、訳者を夢見て小さな劇団に所属している。
辛島 ゆとり（からしま ゆとり）
声 - 山咲杏
文樹の担任。
佐井 光司（さい こうじ）
声 - 皇帝

相坂 歌歩（あいさか かほ）
声 - ???
相坂兄妹の母で、病院で医者をしている。